# Armeemarschsammlung
Unter der Armeemarschsammlung (eigentlich: Die Königlich Preußische Armeemarsch-Sammlung), abgekürzt AMS, versteht man das grundlegende Katalogwerk der deutschen militärischen Marschmusik. Mit der Neuaufstellung der deutschen Militärmusik in der Bundesrepublik Deutschland entstand ab den 1950er Jahren die Sammlung Deutsche Militärmärsche von Wilhelm Stephan, in der eine Neukatalogisierung der Marschauswahl erfolgte.
Anmerkung: In der Wikipedia wird in den Artikeln zu einzelnen Märschen entsprechend zuerst die Katalognummer der neuen und im Anschluss in Klammern die Katalognummer der älteren Sammlung genannt.

## Die preußische Armeemarschsammlung
Vorbild der Sammlung war die Kaiserlich Russische Armeemarschsammlung, die der böhmisch-russische Militärmusiker Anton Dörfeldt seit 1809 zusammenstellte, und die um 1817 rund 70 Märsche umfasste. Von diesen wurden 36, die Dörfeldt komponiert oder arrangiert hatte, als Grundstock in die preußische Sammlung übernommen.
Die Grundlage für die Schaffung dieser Übersicht liegt in einem entsprechenden Dekret des preußischen Königs Friedrich Wilhelm III. aus dem Jahr 1817. In diesem Dekret heißt es:

„Um den Regimentern in der Armee in der Wahl guter Militärmusik zu Hilfe zu kommen, habe ich eine Auswahl bewährter Musikstücke veranstalten lassen und jedem Regiment eine Sammlung davon bestimmt …“

Diese Armeemarschsammlung, die neben preußischen auch österreichische und russische Märsche enthält, ist wiederum in drei Sammlungen unterteilt, in denen die Märsche nach Verwendungs- bzw. Aufführungszweck unterschieden werden, diese Untergruppen werden mit römischen Ziffern angegeben.
- Sammlung I: Langsame Märsche für Fußtruppen (115 Märsche)
- Sammlung II: Parademärsche für Fußtruppen (269 Märsche)
- Sammlung III: Kavalleriemärsche (149 Märsche)

Alle Märsche, die in die Armeemarschsammlung aufgenommen wurden, verfügen über eine offizielle Nummernbezeichnung aus einer römischen Ziffer (Sammlung) und einer arabischen Zahl (Listennummer in der Sammlung). Die Zahl der vorhandenen Märsche stimmt mit den jeweils letzten Nummern der Zählung nicht überein, da es in jeder Sammlung noch einige nachträglich aufgenommene Werke gibt, die unter Hinzusetzung von Kleinbuchstaben in die bestehende Zählung eingeschaltet wurden (z. B. II 45a). Es ist auch durchaus möglich, dass einzelne Märsche in mehr als einer Sammlung aufgelistet werden.
Beispiele:
- Präsentiermarsch (AM I, 1a und AM III, 1a)
- Marsch Herzog von Braunschweig (auch unter der Bezeichnung „Armeemarsch Nr. 9“ bekannt) (AM I, 9)
- Marsch vom Regiment Herzog von Braunschweig (AM I, 72)
- Königgrätzer Marsch (AM II, 195)
- Alter Jägermarsch (AM II, 239)
- Preußens Gloria (AM II, 240)

## Heeresmarschsammlung
Ergänzend zur Armeemarschsammlung wurde 1933 auf Initiative des Heeresmusikinspizienten Hermann Schmidt die Heeresmarschsammlung (eigentlich H.Dv. 34 und M.Dv. 43 Verzeichnis „Deutsche Heeresmärsche“) zusammengestellt. Sie umfasst neben einigen Werken aus der Armeemarschsammlung auch die seit diesem Zeitpunkt hinzugekommenen neu komponierten bzw. übernommenen Märsche. Die Aufstellung der Heeresmarschsammlung endete 1945 mit dem Ende des Zweiten Weltkriegs. Sie gliedert sich – im Unterschied zur Armeemarschsammlung – in vier Untergruppen:
- Sammlung I: Präsentiermärsche für Fußtruppen (8 Märsche)
- Sammlung II: Parademärsche für Fußtruppen (38 Märsche)
- Sammlung III: Kavalleriemärsche im Schritt (langsames Tempo) (17 Märsche)
- Sammlung IIIB: Kavalleriemärsche im Galopp (schnelles Tempo) (83 Märsche)

Wie erwähnt haben einige Militärmärsche sowohl eine Bezeichnung in der Armee- als auch der Heeresmarschsammlung, z. B.
- Preußens Gloria (AM II, 240 und HM II, 98)
- Marsch des Yorck'schen Korps (AM II, 37 und HM II, 5)

## Die beiden Sammlungen in heutiger Zeit
Vor allem aus der wesentlich älteren Armeemarschsammlung ist ein großer Teil der Werke im Original verschollen oder nur noch fragmentarisch vorhanden. Insbesondere die Zerstörung des preußischen Staatsarchivs in Potsdam im Jahr 1945 spielte dabei eine wesentliche Rolle. Erschwerend kommt hinzu, dass ein großer Teil gerade der älteren Kompositionen keine Titel haben und/oder ihre Komponisten unbekannt sind. Da aber viele dieser Werke russischen Ursprungs sind, besteht Aussicht, sie in russischen Archiven wiederzuentdecken. Private Vereinigungen, wie die Deutsche Gesellschaft für Militärmusik und auch der Militärmusikdienst der Bundeswehr sind seit langem bemüht, diese wenig bekannten Märsche der Sammlung nicht in Vergessenheit geraten zu lassen und sie auch wieder zu vervollständigen.

## Sammlung „Deutsche Armeemärsche“ von Wilhelm Stephan
Für die Bundeswehr legte der Militärmusiker Wilhelm Stephan eine neue Sammlung an, in der die bekanntesten Werke der alten Armee- und Heeresmarschsammlung aufgenommen und mit neuen Bezeichnungen versehen wurden.
Band I (AM I) – Präsentiermärsche für Fußtruppen (19 Märsche)
- Marsch (1741) von Friedrich II. von Preußen
- Präsentiermarsch von Friedrich Wilhelm III. von Preußen
- Mollwitzer Marsch von Friedrich II. von Preußen
- Marsch (1756) von Friedrich II. von Preußen
- Marsch vom Regiment Prinz Heinrich
- Marsch vom Regiment Herzog von Braunschweig
- Marsch vom Regiment Prinz Ferdinand
- Marsch vom Regiment Jung Bornstedt
- Wir präsentieren von Hans Ailbout
- Große Zeit, neue Zeit von Fritz Brase
- Bayerischer Präsentiermarsch von Wilhelm Legrand
- Parademarsch der Königlich Bayerischen Grenadier-Garde von Wilhelm Legrand
- Marsch des Schwäbischen Kreisregiments Durlach-Baden (um 1700)
- Givenchy-Marsch von Arnold Rust
- Marsch des Leib-Garde-Preobraschensky-Regiments
- Marsch des Infanterie-Regiments Jung Bornstedt
- Marsch des Infanterie-Regiments von Möllendorf
- Präsentiermarsch der Schwarzen Brigade von Johann Friedrich Carl Rath
- Hessischer Fahnenmarsch (1732) von Landgraf Ludwig VIII. von Hessen-Darmstadt

Band I (AM I) – Langsame Märsche (11 Märsche)
- Der Dessauer
- Der Hohenfriedberger
- Der Rheinströmer
- Marsch I. Bataillon Garde
- Marsch Herzog Karl Wilhelm Ferdinand von Braunschweig
- Marsch Prinz-August-Grenadier-Bataillon
- Der Coburger
- Der Pappenheimer
- Der Torgauer Parademarsch
- Marsch der Kursächsischen Leibgarde, genannt „Der Kesselsdorfer“
- Marsch aus der Zeit Friedrichs des Großen

Band I (AM I) – Präsentiermärsche und Parademärsche im Schritt für berittene Truppen (17 Märsche)
- Kreuzritter-Fanfare von Richard Henrion
- Parademarsch Nr. 1 von Julius Möllendorf
- Kavalleriemarsch von Carl Wilhelm
- Parademarsch von Wilhelm Wieprecht
- Geschwindmarsch (Marsch des Garde-Kürassier-Regiments) von Erbprinzessin Charlotte von Preußen
- Parademarsch B-dur von Albert Lorenz
- Schwedischer Reitermarsch (Marsch der Finnländischen Reiterei im Dreißigjährigen Krieg)
- Des Großen Kurfürsten Reitermarsch von Kuno Graf von Moltke
- Präsentiermarsch des Leib-Kürassier-Regiments „Großer Kurfürst“ (Schles.) Nr. 1 von Kuno Graf von Moltke
- Marsch der Hannoverschen Garde du Corps
- Marsch des Hannoverschen Cambridge-Dragoner-Regiments
- Marsch des Hannoverschen Kronprinz-Dragoner-Regiments
- Alt-Hessischer Reitermarsch (1732) von Landgraf Ludwig VIII. von Hessen-Darmstadt
- Kürassiermarsch „Großer Kurfürst“ von Walter von Simon
- Marsch für das Königlich Preußische 2. Leib-Husaren-Regiment von Carl Maria von Weber
- Vestalin-Marsch von Gasparo Spontini / Julius Gerold
- Graf-Eberhard-Marsch von Albert Segebrecht

Band I (AM I) – Zapfenstreiche (4 Chorale)
- Großer Zapfenstreich
- Bayerisches Militärgebet von Johann Kaspar Aiblinger
- Bayerischer Zapfenstreich von Wilhelm Legrand
- Sächsischer Zapfenstreich

Band I (AM I) – Anhang (2 Märsche)
- Holländischer Ehrenmarsch (Präsentiermarsch der Marine) von Jacob Rauscher
- Paradepost für berittene Truppen

Band II (AM II) – Parademärsche für Fußtruppen (65 Märsche)
- Parademarsch der „Langen Kerls“ von Marc Roland
- Marsch des Sibirischen Grenadier-Regiments Anonym
- Marsch des Yorck'schen Korps (1813) von Ludwig van Beethoven
- Pariser Einzugsmarsch (1814) von Johann Heinrich Walch
- Wiener (Alexander-)Marsch Anonym
- Sedanmarsch (1816) von Carl Lange
- Marsch nach Motiven der Oper „Moses“ von Gioacchino Rossini bearb. von Johann Baptist Widder
- Marsch des Russischen Leib-Garde-Regiments Semenowsky Anonym
- Marsch nach Motiven der Oper „Die weiße Dame“ von François-Adrien Boieldieu
- Marsch aus Italien Anonym
- Marsch aus dem Haag (1829) von Prinzessin Friedrich der Niederlande und Prinz Carl von Preußen
- Marsch aus Petersburg (1837)
- Marsch nach Motiven der Oper „Der Brauer von Preston“ von Adolphe Adam
- Marsch des K.K. Österreichischen Infanterie-Regiments Herzog von Wellington von Johann Schubert
- Marsch nach Motiven der Oper „Die Hugenotten“ von Giacomo Meyerbeer / Hübner
- Marsch des Russischen Grenadier-Regiments-König Friedrich Wilhelm III. von Preußen aus St. Petersburg Anonym
- Marsch nach Motiven der Oper „Die Regimentstochter“ von Gaetano Donizetti
- Geschwindmarsch nach Motiven aus Quadrillen von Johann Strauss (Vater)
- Geschwindmarsch von Johann Strauss (Vater)
- Radetzky-Marsch von Johann Strauss (Vater)
- Marsch nach Motiven der Oper „Indra“ von Friedrich von Flotow / Carl Neumann
- Marsch nach Melodien des Königs Georg V. von Hannover
- Pepita-Marsch von Carl Neumann
- Alexandermarsch (1853) von Andreas Leonhardt
- Marsch von Friedrich Wilhelm von Redern
- Defiliermarsch von Carl Faust
- Helenenmarsch von Friedrich Lübbert
- Viktoria-Marsch von Emil Neumann
- Defiliermarsch von Heinrich Saro
- Düppel-Schanzen-Sturmmarsch (1864) von Gottfried Piefke
- Der Alsenströmer (1864) von Gottfried Piefke
- Kärntner Liedermarsch von Anton Seifert
- Marsch von Problus und Prim von A. Heinrich Laudenbach
- Der Königgrätzer Marsch (1866) von Gottfried Piefke
- Steinmetz-Marsch von Karl Bratfisch
- Fridericus-Rex-Grenadiermarsch von Ferdinand Radeck
- Die deutsche Kaisergarde von Friedrich-Wilhelm Voigt
- Marsch des Infanterie-Regiments Großherzog Friedrich von Baden von Karl Haefele
- Marsch des 4. Hannoverschen Infanterie-Regiments Anonym
- Marsch der Hannoverschen Pioniere Anonym
- Marsch des Hessischen Leib-Garde-Infanterie-Regiments Nr. 115 Historisch
- Marsch der Freiwilligen Jäger aus den Befreiungskriegen (1813) von H. Homann
- Preußens Gloria von Gottfried Piefke
- Schwedischer Kriegsmarsch (Björneborgarnes) Anonym
- Der Jäger aus Kurpfalz von Johann Gottfried Rode
- Bayerischer Defiliermarsch von Adolf Scherzer
- Mussinan-Marsch von Carl Carl
- Von-der-Tann-Marsch von Andreas Hager
- König Ludwig II.-Marsch von Georg Seifert
- Taxis-Marsch von Christian Anton Kolb
- Revue-Marsch von August Reckling
- Deutscher Kaiser-Marsch von Friedrich Zikoff
- Kerntruppen-Marsch von Hermann Schmiedecke
- Marsch des Hessischen Kreis-Regiments und des Regiments Landgraf Historisch
- Waidmannsheil von August Reckling
- Marsch der Schweizer Garde Historisch
- Glück auf! von Carl Faust
- Gruß an Kiel von Friedrich Spohr
- Schützen-Defiliermarsch von Carl Gottlieb Lippe
- Smorgon-Marsch von Hermann Blume
- Frei weg! von Carl Latann
- Mosel-Marsch von Johann Carl Roesler
- Die schwarzen Jäger von Eduard Partsch
- Tannenberg-Marsch von Hermann Blume
- Panzergrenadiermarsch von Wilhelm Stephan

Band III (AM III) – Parademärsche im Trabe und im Galopp (35 Märsche)
- Im Trabe Regiment Garde du Corps
- Im Galopp aus „Das Nachtlager“ von Conradin Kreutzer
- Im Trabe von Constantin von Prittwitz und Gaffron
- Im Galopp Feldartillerie-Regiment Nr. 48 von Paul Matzke
- Im Trabe Feldartillerie-Regiment Nr. 16 von Friedrich Wilhelm Meyer
- Im Galopp Feldartillerie-Regiment Nr. 80
- Im Trabe aus „Giselle“ von Adolphe Adam
- Im Galopp Fest der weißen Rose von Wilhelm Wieprecht
- Im Trabe aus „Martha“ von Friedrich von Flotow
- Im Galopp 1. Leib-Husaren-Regiment Nr. 1
- Im Trabe Dragoner-Regiment Nr. 2
- Im Galopp Ulanen-Regiment Nr. 19 von Reinhold Fellenberg
- Im Trabe Die Marketenderin von Carl Faust
- Im Galopp Amazonenmarsch von Peter Ludwig Hertel
- Im Trabe aus „Die weiße Dame“ von François-Adrien Boieldieu
- Im Galopp 2. Garde-Ulanen-Regiment von Friedrich Wilhelm von Redern
- Im Trabe Ambosspolka von Albert Parlow
- Im Galopp aus „Leichte Kavallerie“ von Franz von Suppè
- Im Trabe Ich hört ein Bächlein rauschen von Franz Schubert
- Im Galopp Leichte Kavallerie von Wilhelm Lüdecke
- Im Trabe Herrenabend von Philipp Fahrbach jr.
- Im Galopp Dragoner-Regiment Nr. 26
- Im Trabe Der Jäger aus Kurpfalz von Johann Gottfried Rode
- Im Galopp Husaren-Regiment Nr. 18
- Im Trabe 1. Garde-Dragoner-Regiment von Carl Voigt
- Im Galopp Dragoner-Regiment Nr. 14 von Carl Latann
- Im Trabe Hannoversche Garde-du-Corps von Johann Valentin Hamm
- Im Galopp Der Königgrätzer von Johann Gottfried Piefke
- Im Trabe Der rote Sarafan von Alwin Peschke
- Im Galopp aus „Die schöne Galathée“ von Franz von Suppè
- Im Trabe aus „Fatinitza“ von Franz von Suppè
- Im Galopp Feldartillerie-Regiment Nr. 75
- Im Trabe aus „Der Schutzgeist“ von Hermann Schmidt
- Fürstengruß (Begrüßungsfanfare)
- Halali